# Gieorgij Kołmogorow
Gieorgij Dmitrijewicz Kołmogorow (ros. Георгий Дмитриевич Колмогоров, ur. 10 listopada 1929 we wsi Wierblużje w obwodzie omskim) – radziecki przemysłowiec, działacz państwowy i partyjny.

## Życiorys
Od 1945 był traktorzystą w stanicy maszynowo-traktorowej w obwodzie saratowskim, 1949 został powołany do służby wojskowej, później był uczniem technikum. Od 1952 w KPZR, od 1957 pracował w fabryce przyrządów półprzewodnikowych kolejno jako majster, zastępca szefa warsztatu, szef działu produkcyjnego, zastępca głównego inżyniera i szef specjalnego biura konstruktorskiego. W 1963 zaocznie ukończył Nowosybirski Instytut Elektrotechniczny, 1966-1973 zajmował stanowisko dyrektora fabryki przyrządów półprzewodnikowych, a 1973-1975 dyrektora generalnego Zjednoczenia Produkcyjnego "Elektronpribor", od 1975 do stycznia 1984 był I zastępcą ministra przemysłu środków łączności ZSRR. Od stycznia 1984 do lipca 1989 przewodniczący Państwowego Komitetu ZSRR ds. standardów, od 6 marca 1986 do 2 lipca 1990 zastępca członka KC KPZR, od lipca 1989 na emeryturze. Deputowany do Rady Najwyższej ZSRR 11 kadencji.

## Odznaczenia i nagrody
- Order Lenina
- Order Rewolucji Październikowej
- Order Czerwonego Sztandaru Pracy (dwukrotnie)
- Nagroda Państwowa ZSRR (1973)